# Aqueduc de Croton
L'aqueduc de Croton (Croton Aqueduct), parfois aussi appelé ancien aqueduc de Croton (Old Croton Aqueduct) pour le différencier du nouvel aqueduc de Croton (en), est un aqueduc construit entre 1837 et 1842 afin d'alimenter en eau la ville de New York ; en 1890, il est doublé par le nouvel aqueduc de Croton ; il est mis hors service en 1955.

## Historique

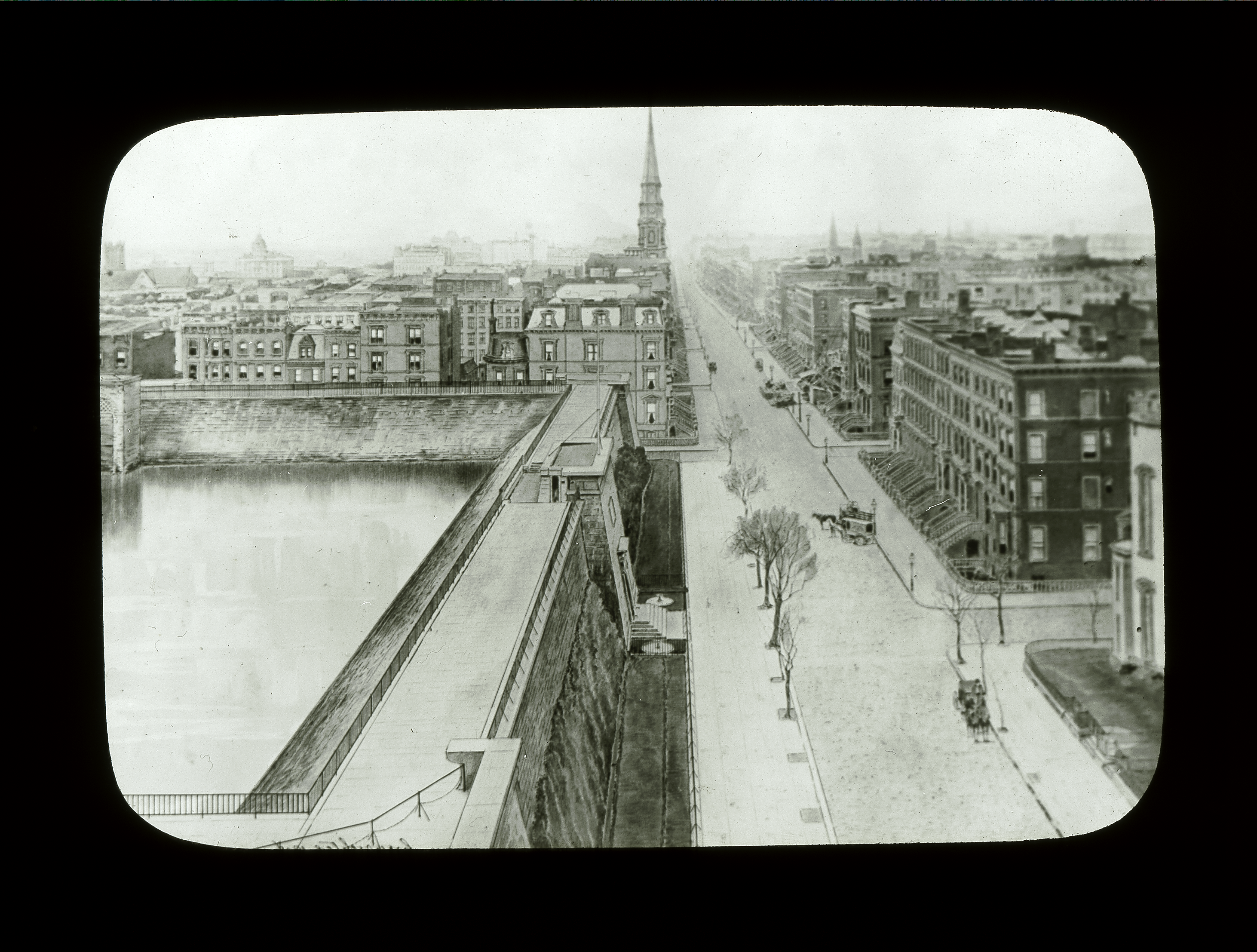
Le en 1879.

Durant les années 1830, New York, du fait de son accroissement démographique important, fait face à une pénurie d'eau qui accroît les risques sanitaires, notamment la prévalence d'épidémies ; en 1832, l'épidémie de choléra tue ainsi 3 516 New-Yorkais, soit deux pour cent de la population d'alors. L'ingénieur John Bloomfield Jervis (en) propose en 1837 la création d'un aqueduc apportant l'eau potable à Manhattan depuis les montagnes Catskill.
En 1844, la construction du Réservoir Croton (en) est achevée, ce qui inaugure le fonctionnement de l'aqueduc et sécurise l'approvisionnement en eau de New York.

## Tracé et caractéristiques
L'aqueduc mesure 40,5 miles, c'est-à-dire 65 kilomètres de longueur.

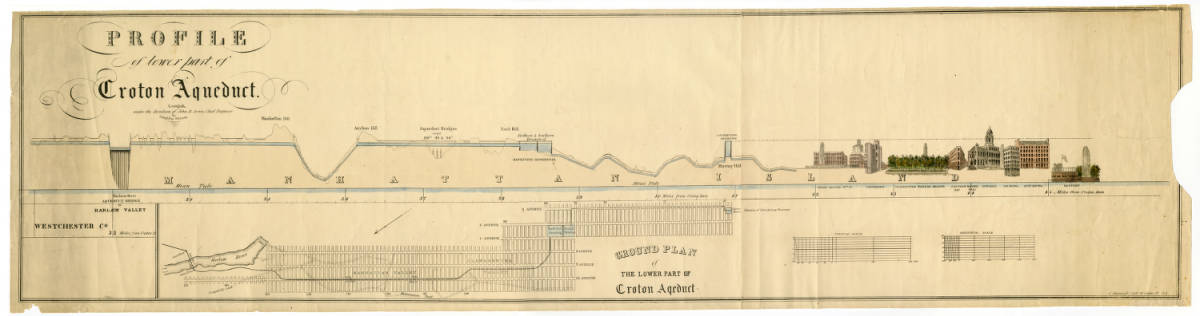
Profil en long de l'aqueduc de Croton ; la prise d'eau est à gauche sur le schéma, le réservoir terminal à droite.

La prise d'eau est effectuée dans la retenue créée en 1837 par la construction du barrage Croton (en) sur la rivière Croton (en). Ce barrage poids construit en maçonnerie de granite, long de 76 mètres, haut de 17, large à la base de 21 mètres et à son couronnement de 2,1 mètres, crée une retenue de 161 hectares, profonde de douze mètres au maximum, et qui contient environ 1,8 million de mètres cubes d'eau.